# Ngawang Samten
Ngawang Samten (tibétain : ངག་དབང་བསམ་གཏན, Wylie : ngag dbang bsam gtan) est pédagogue tibétain, tibétologue et vice-chancelier de l' Université centrale d'études tibétaines. En plus d'éditer des publications telles que Abhidhammathasamgaho, Pindikrita, Pancakrama et Manjusri, il est le co-traducteur du commentaire de Je Tsongkhapa sur le Mūlamadhyamakakārikā de Nagarjuna. Le gouvernement de l'Inde lui a décerné le quatrième honneur civil le plus élevé du Padma Shri, en 2009, pour ses contributions à l'éducation

## Biographie
Ngawang Samten est né dans la ville centrale tibétaine de Dokhar le 7 juillet 1956 mais a grandi en Inde depuis l'âge de trois ans lorsque ses parents s'y sont exilé à la suite du soulèvement tibétain de 1959. Sa première scolarité a eu lieu à Chandragiri, à Odisha , après quoi il a fait des études supérieures à l'Institut central des hautes études tibétaines (l'actuelle Université centrale des études tibétaines CUTS), d'où il a passé les diplômes de shastri et d'acharya. Il a également poursuivi ses études monastiques au monastère de Ganden Shartse à Mundgod dans le Karnataka , et a obtenu les diplômes de guéshé dhorampa et lharampa , ce dernier est équivalent à un doctorat. Il a commencé sa carrière en tant qu'assistant de recherche à son alma mater, CUTS, et a atteint le poste de chef du département de recherche. Durant cette période, il s'est impliqué dans la traduction d'anciens textes bouddhiques en sanskrit. Ses recherches de troisième cycle sur la philosophie de Nagarjuna ont ensuite été publiées par lui sous la forme d'une édition critique de Ratnavali (Precious Garland), avec son propre commentaire.
Plus tard, Samten est devenu le directeur de la Division de la recherche et des publications de CUTS avant d'être nommé vice-chancelier de l'institution. Ses efforts sont connus pour avoir aidé de nombreuses universités à concevoir leurs programmes d'études en études bouddhistes et ont aidé à populariser le sujet en Inde. Il a publié trois éditions critiques de textes bouddhistes, Abhidhammattha-sangaha, Pindidrita et Pancakrama de Nagarjuna, toutes avec son propre commentaire. Son travail, The Ocean of Reasoning, est une traduction anglaise publiée par Oxford University Press avec des annotations du commentaire de Mūlamadhyamakakārikāécrit par Jé Tsongkhapa. Il est un ancien membre du comité de rédaction de l'Association internationale des études tibétaines et a été professeur invité au Hampshire College, Amherst College, Smith College et à l'université de Tasmanie, en plus de voyager dans de nombreux endroits en Inde et à l'étranger pour prononcer des oraisons et participer à des séminaires, des conférences et des ateliers sur le bouddhisme tibétain. Il exerce également les fonctions d'enseignant principal à l'Institut Vajrayana, en Nouvelle-Galles du Sud. En 2009, il a reçu l'honneur civil du Padma Shri du gouvernement indien pour ses contributions à l'éducation.
Ngawang Samten est invité avec Tsewang Tamdin et Tsering Thakchoe Drungtso pour une audition le 21 juillet 2010 par une commission parlementaire permanente indienne composée de trente-deux députés et présidée par Amar Singh, jouant un rôle dans la reconnaissance de Sowa Rigpa (la médecine tibétaine) en Inde en lien avec le Ministry of Ayush (en),.